# Catocala amica

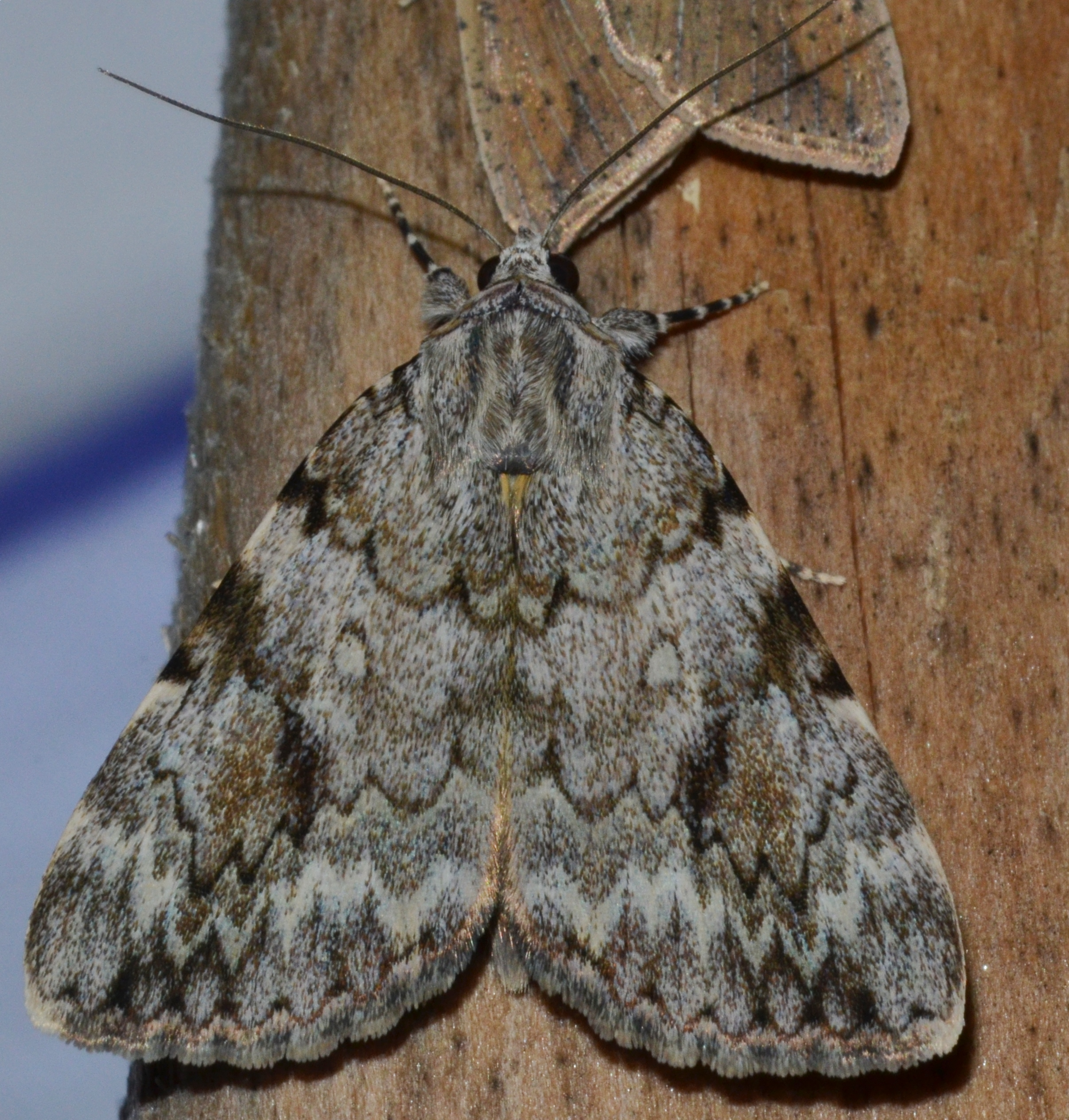
Falter in Ruhestellung

Catocala amica ist ein in Nordamerika vorkommender Schmetterling (Nachtfalter) aus der Familie der Eulenfalter (Noctuidae). Das Artepitheton basiert auf dem lateinischen Wort amica mit der Bedeutung „Freundin“. Die Art wird im englischen Sprachgebrauch als girlfriend underwing bezeichnet.

## Merkmale

### Falter
Mit einer Flügelspannweite von 35 bis 50 Millimetern zählen die Falter zu den kleinen Ordensbändern (Catocala). Die Farbe der Vorderflügeloberseite variiert von hellbraun bis zu graubraun. Innere und äußere Querlinie sind schwarzbraun und stark gezackt. Eine Sub-Nierenmakel hebt sich hell ab. Auf der kräftig gelb gefärbten Hinterflügeloberseite verläuft eine breite schwarze Saumbinde. Das Fehlen einer weiteren, mittigen schwarzen Binde, die die meisten Ordensbandarten zeigen ist für diese Art typisch. Am Analwinkel hebt sich ein kleiner schwarzer Fleck ab. Auf den gelbbraunen Flügelunterseiten sind stark kontrastierende dunkelbraune Querbinden und Flecke erkennbar. Der Hinterleib ist gelblich.

### Raupe
Ausgewachsene Raupen sind hellgrau gefärbt und schwach dunkel gestreift. Das fünfte Körpersegment ist leicht buckelig und besitzt nachfolgend einen dunklen Sattel. Die Fransenhaare sind spärlich, jedoch relativ lang.

### Ähnliche Arten
Die Falter von Catocala lineella sind im Gesamterscheinungsbild dunkler und wurden früher als Unterart von Catocala amica geführt. Da Einzeluntersuchungen nach der DNA-Barcoding-Methode sehr nah beieinander liegende Werte ergaben, ist die Artzugehörigkeit in Diskussion.

## Verbreitung und Lebensraum
Catocala amica kommt in Ontario und Québec sowie den östlichen südöstlichen und mittleren Regionen der USA verbreitet vor. Die Art besiedelt in erster Linie Eichenwälder.

## Lebensweise
Die nachtaktiven, univoltinen Falter sind zwischen Juni und September anzutreffen. Sie besuchen künstliche Lichtquellen und Köder. Die Raupen ernähren sich von den Blättern von Eichenarten (Quercus). Die Art überwintert im Eistadium.